# نادية البساط
نادية البساط النقيب (27 ديسمبر 1972-) إعلامية لبنانية.

## حياتها
ولدت في بيروت لعائلة مسلمة بدأت الصلاة والصوم منذ أن كانت في سن الثامنة، درست الحقوق بناء على رغبة والدها.
 تخرجت من كلية الحقوق في الجامعة اليسوعية (القديس يوسف) في بيروت عام 1994. وتجيد أربعة لغات العربية والإنجليزية والفرنسية والإيطالية التي تعلمتها لاحقا. عملت في شركة للتوظيف بعد الجامعة 

### الحياة الأسرية
تزوجت من رجل لبناني من عائلة النقيب، رزقت منه بطفلين تمارا، عاطف لكنهما إنفصلا فيما بعد 
.

## مشوارها المهني
دخلت دنيا الإعلام المرئي عن طريق الصدفة، حين اقنعتها صديقتها مديرة التسويق في تلفزيون المستقبل بإجراء اختبار كاميرا وصوت، ومن هنا كانت الانطلاقة بالتحديد في العام 1997  ، حيث بدأت مع برنامج عالم الصباح على شاشة تلفزيون المستقبل، حينها قدمت فقرة بعنوان «حقك تعرف»، كانت فقرة متخصصة بالقانون، طرحت خلالها لمدة سنتين مواضيع عدة. بقيت تعمل في تلفزيون المستقبل حتى العام 2009 بعدها غادرت المحطة رغبة في التغير ولأسباب مادية. انتقلت بعدها إلى قناة إم تي في اللبنانية لتقدم البرنامج الصباحي المنوع alive. قدمت أيضا جوائز مهرجان بياف على نفس الشاشة عام 2014 إضافة إلى حلقات خاصة بمختلف المناسبات. كما كانت حلقات خاصة ب عيد الحب، ورأس السنة وغيرها من المناسبات  .وفي العام 2013 قدمت برنامج ذا وينر إز على قنوات تلفزيون دبي وقناة الحياة وأل بي سي. في 24 ديسمبر 2014 قدمت سهرة عيد الميلاد على شاشة إم تي في اللبنانية مع زميلها شربل راجي. ثم قامت في شهر مايو 2015 بافتتاح متجر للإلبسة لكونها تحب الموضة كما أنها تشغل منصب نائب رئيس مجلس الإدارة في شركة للتأمين العائلي. في شهر فبراير عام 2016 عادت ببرنامج جديد على شاشة إم تي في اللبنانية حمل عنوان  مين بيعرف وهو برنامج يجتمع في كل حلقة سبعة مشاهير ليتنافسوا في ما بينهم ضمن سياق ثقافي - مسلّي. وأوضحت البساط أنّ المسابقة هي عبارة عن ثلاث ألعاب مختلفة تأتي على شكل سؤال – إجابة على المشاهير أن يجيبوا على أكبر عدد منها وبأسرع وقت ممكن.
في سبتمبر 2021 إنتقلت للعمل «قناة الشرق بلومبرغ» والتي تبث من دبي حيث قدمت فقرة "well being" التي تتعلق بالصحة النفسية